# 布鲁诺·奥特拉诺
布鲁诺·奥特拉诺（西班牙語：Bruno Hortelano，1991年9月18日—），西班牙男子田径运动员，2016年欧洲田径锦标赛男子200米金牌得主、2018年欧洲田径锦标赛男子4×400米接力铜牌得主、2022年世界室内田径锦标赛男子4×400米接力银牌得主。